# Rőtbóbitás galamb
A rőtbóbitás galamb (Geophaps plumifera) a madarak osztályának galambalakúak (Columbiformes) rendjéhez és a galambfélék (Columbidae) családjához tartozó faj.

## Előfordulása
Ausztrália területén honos, sivatagok és félsivatagok lakója.

## Alfajai
- Geophaps plumifera ferruginea
- Geophaps plumifera leucogaster
- Geophaps plumifera mungi'
- Geophaps plumifera plumifera
- Geophaps plumifera proxima

## Megjelenése
Testhossza 20-24 centiméter. Fahéjszínű madár, karcsú bóbitája és rövid szárnya van.

## Életmódja
A talajon, a fűcsomók között keresgéli magvakból és rovarokból álló táplálékát.

## Szaporodása
A talaj mélyedésébe gallyakból készíti fészkét.